# Глубочица (Псковская область)
Глубочица — деревня в Себежском районе Псковской области России.
Входит в состав сельского поселения Себежское.

## География
Находится на юго-западе региона, в лесной местности у озера Глыбочно, на территории национального парка «Себежский».
Уличная сеть не развита.

## История
В 1802—1924 годах земли поселения входили в Себежский уезд Витебской губернии.
В 1941—1944 гг. деревня находилась под фашистской оккупацией войсками Гитлеровской Германии.
С января 1995 до июля 2010 года деревня входила в состав ныне упразднённой Глембочинской волости.

## Население
| 2001 | 2002 | 2010 |
| ---- | ---- | ---- |
| 40   | ↘36  | ↘30  |

Согласно результатам переписи 2002 года, в национальной структуре населения русские составляли 100 % от общей численности в 36 чел..

## Инфраструктура
Развито личное подсобное хозяйство, любительское рыболовство.

## Транспорт
Деревня стоит на автодороге регионального значения 58К-558 Себеж — Глубочица — Граница с Республикой Беларусь.